# Front rouge (groupe maoïste)
Pour les articles homonymes, voir Front rouge.
Le Front rouge est un groupe maoïste clandestin issu de la scission du Parti communiste marxiste-léniniste de France qui se produit en novembre 1970. Front rouge se distingue de L'Humanité rouge par un certain spontanéisme ainsi que par son refus de s'aligner systématiquement sur les positions des autorités chinoises. Front rouge privilégie aussi les luttes ouvrières au détriment de l'unité populaire. L'organisation, qui revendiquait plusieurs centaines de militants, décide en avril 1974 de sortir de la clandestinité en prenant le nom de Parti communiste révolutionnaire (marxiste-léniniste) (PCR-ML).
Front Rouge est également le titre d'un poème de Louis Aragon très antérieur puisque publié en 1931.